# NForce 500
nForce 500 es una serie de chipset de placa base y el sucesor de la serie nForce4. Fue revelado por Nvidia el 7 de marzo de 2006 y lanzado el 23 de mayo de 2006. La serie nForce 500 es compatible con Socket AM2 de AMD y también se ha agregado compatibilidad con LGA 775 de Intel.

## Especificaciones
- Compatibilidad con la tecnología NVIDIA SLI, incluidos los desarrollos Quad SLI (que permite el uso simultáneo de cuatro GPU) y SLI LinkBoost.
- Compatibilidad con hasta seis discos duros SATA de 3 Gbit/sy diez dispositivos USB 2.0.
- Compatibilidad con RAID 5 dual.

## Chipsets para procesadores AMD[1]

### nForce 590 SLIMCP
- Segmento de doble GPU para entusiastas, con soporte completo de 16+16 SLI.
- Utiliza el puente norte C51XE y el puente sur MCP55XE. Los dos chips proporcionan un total de 46 carriles PCI Express.

### nForce 570 SLI
- Segmento de doble GPU de rendimiento.
- Total de 28 carriles PCI Express.

### nForce 570 LT SLI
- Segmento de doble GPU de rendimiento.
- Total de 20 carriles PCI Express.

### nForce 570 Ultra
- Segmento de GPU de rendimiento único, sin compatibilidad con SLI.
- Total de 20 carriles PCI Express.

### nForce 560 SLI
- Segmento GPU dual de alto rendimiento, con solo un puerto Ethernet y cuatro puertos SATA.
- Total de 20 carriles PCI Express.

### nForce 560
- Segmento de GPU única estándar, sin compatibilidad con SLI y con solo un puerto Ethernet y cuatro puertos SATA.
- Total de 19 carriles PCI Express.

### nForce 550
- Segmento de GPU única estándar, sin compatibilidad con SLI y RAID 5, y con solo un puerto Ethernet y cuatro puertos SATA.
- Total de 20 carriles PCI Express.

### nForce 520
- Segmento de GPU único Value/Mainstream, sin compatibilidad con SLI y RAID 5, y con solo un puerto Ethernet 10/100 y cuatro puertos SATA.
- Total de 20 carriles PCI Express.
- Utiliza el puente norte MCP65S.

### nForce 520 LE
- Valora un solo segmento de GPU, sin compatibilidad con SLI, RAID 0+1 y RAID 5, y con solo un puerto Ethernet 10/100, 8 puertos USB y dos puertos SATA.
- Total de 20 carriles PCI Express.

### nForce 500 SLI (nForce4 SLI AM2)
- Segmento de doble GPU de rendimiento.
- Total de 20 carriles PCI Express.

### nForce 500 Ultra (nForce4 Ultra AM2)
- Segmento GPU único de rendimiento.
- Total de 20 carriles PCI Express.

### nForce 500 (nForce4 AM2)
- Valor único segmento de GPU.
- Total de 20 carriles PCI Express.

## Chipsets para procesadores Intel[2]

### nForce 590 SLI
- Segmento de doble GPU para entusiastas, con soporte completo x16 + x16 SLI.
- Total de 48 carriles PCI Express.

### nForce 570 SLI
- Segmento GPU dual de rendimiento, con soporte x8 + x8 SLI.
- Total de 20 carriles PCI Express.